# Anders Petter Olsson
Anders Petter Olsson i riksdagen kallad Olsson i Ingesgärde, född 4 maj 1824 i Regna församling, Östergötlands län, död där 9 juli 1874, var en svensk hemmansägare och riksdagsman.
Olsson var hemmansägare i Ingesgärde i Regna socken. I riksdagen var han ledamot av andra kammaren.